# A962 Belgica
Az A962 Belgica kutatóhajó a Belga Haditengerészet egyik hajója, amelyet a Management Unit of the North Sea Mathematical Models (MUMM) intézettel közösen üzemeltet. A hajó legénységét a haditengerészet biztosítja (3 tiszt és 12 matróz), ezen felül 16 kutató tartózkodhat a fedélzeten. A hajót 1984-ben bocsátották vízre, Fabiola belga királyné részvételével, honi kikötője Zeebrugge.

## Műszaki adatai, feladatai
A hajó hossza 50,9m, szélessége 10m, legnagyobb merülése 4,6m. Cirkálósebessége 12 csomó (22 km/h), legnagyobb sebessége 13.5 csomó (25 km/h), hatótávolsága 5000 tengeri mérföld, teljes vízkiszorítása 1132 tonna, bejegyzett tömege 762 bruttó regiszter tonna.
A hajó feladata, hogy az Északi-tengerben végbemenő folyamatokat figyelemmel kísérje, felszerelései segítségével biológiai, kémiai, fizikai, geológia hidrodinamikai vizsgálatokat tud végezni. A hajó fedélzetén teljesen felszerelt kutatólaboratóriumot alakítottak ki, ahol a belga egyetemektől és laboratóriumoktól delegált kutatók teljesértékű kutatómunkát tudnak végezni.
A hajó másik feladata az Északi-tengert érintő olajfoltok vizsgálata, a kiömlött olaj helyzetének meghatározása, illetve a begyűjtött adatok alapján a várható környezeti hatás felbecslése.

## Felszerelése

### Meghajtás
- Főhajtómű: 1 db ABC 6D dízelmotor
- Teljesítménye: 1568 LE / 900 rpm
- Generátorok összteljesítménye: 900 LE

### Navigációs és kommunikációs berendezések
- Helyzetmeghatározás: Sercel NR103 és Magnavox MX200 DGPS
- Radar: Racal Decca Bridgemaster (2)
- Navigációs berendezés: Racal Decca Fishmaster 2, Anshutz Gyro, Raytheon DopLog

### Akusztikus berendezések
- Akusztikus lokátor: DESO-22 (30 kHz, 210 kHz), Furuno (28 kHz, 88 kHz)
- Elektromos motorok

### Oceanografikai berendezések
- 2 db, 1800m hosszú és 1 tonna teherbírású kábel
- Mintagyűjtő, 1000m hosszú és 8 tonna teherbírású kábellel
- 16 tonna teherbírású daru
- 7 m3 kapacitású háló

### Elektronikai eszközök
- HP1000/A400 számítógéprendszer navigációs, meteorológiai és oceanográfiai adatok valós idejű begyűjtésére és feldolgozására
- HP9000/748i munkaállomások, adatfeldolgozás és tárolás, Informix relációs adatbázisban
- Windows 3.11 operációs rendszerű PC-k a számítógépszobában, a laborokban és a hídon